# Kudlaivka, Șumsk
Kudlaivka (în ucraineană Кудлаівка) este un sat în comuna Pidhaiți din raionul Șumsk, regiunea Ternopil, Ucraina.

## Demografie
Componența lingvistică a localității Kudlaivka
     Ucraineană (99,19%)
     Alte limbi (0,81%)
Conform recensământului din 2001, majoritatea populației localității Kudlaivka era vorbitoare de ucraineană (99,19%), existând în minoritate și vorbitori de alte limbi.